# 吳船
吳船（1910年10月10日—1994年7月22日），越南革命家、政治家和外交官。1970年至1974年間任越南民主共和國駐中華人民共和國大使。

## 生平
1910年10月10日，吳船出生於越南紹化縣紹玉社。
1970年1月7日，吳船向中華人民共和國副主席董必武遞交國書。
1974年6月8日，吳船離任回國。
1994年7月22日，吳船過世。